# Västerås SK FK
Ne doit pas être confondu avec Västerås IK.
Le Västerås SK FK est un club suédois de football basé à Västerås.
Le club évolue en première division suédoise lors des saisons 1955-1956 et 1956-1957, puis en 1978, et enfin en 1997. Aujourd'hui (2023), le club évolue en deuxième division, Superettan. C'est le seul club suédois des deux ligues les plus élevées à utiliser des rayures horizontales sur son maillot. 

## Historique
- 1904 : fondation du club

## Personnalités du club

### Anciens joueurs
- Pontus Kåmark
- Victor Lindelöf
- Daniel Majstorović
- Titus Mulama

### Effectif actuel
| N° | Nat.                        | Poste | Nom du joueur       |
| -- | --------------------------- | ----- | ------------------- |
| 1  | Drapeau de la Suède         | G     | Anton Fagerström    |
| 2  | Drapeau de la Suède         | D     | Herman Magnusson    |
| 3  | Drapeau de la Suède         | D     | Alex Douglas        |
| 4  | Drapeau de la Suède         | D     | Umit Aras           |
| 6  | Drapeau de la Suède         | M     | Simon Johansson     |
| 7  | Drapeau du Brésil           | M     | Pedro Ribeiro       |
| 8  | Drapeau du Bénin            | M     | Mattéo Ahlinvi      |
| 9  | Drapeau de la Suède         | A     | Jabir Abdihakim Ali |
| 11 | Drapeau de la Suède         | M     | Simon Gefvert       |
| 15 | Drapeau de la Belgique      | M     | Samuel Asoma        |
| 17 | Drapeau de la Côte d'Ivoire | A     | Ibrahim Diabate     |
| 18 | Drapeau du Burundi          | D     | Frédéric Nsabiyumva |
| 19 | Drapeau de la Suède         | M     | Jens Magnusson      |

| No. | Nat.                 | Position | Nom du joueur                                |
| --- | -------------------- | -------- | -------------------------------------------- |
| 20  | Drapeau du Nigeria   | A        | Henry Offia                                  |
| 21  | Drapeau de la France | M        | Aly Coulibaly                                |
| 22  | Drapeau de la Suède  | M        | Patric Åslund                                |
| 23  | Drapeau de la Suède  | D        | Mikael Marqués (en prêt de Minnesota United) |
| 24  | Drapeau de la Suède  | M        | Marcus Linday                                |
| 28  | Drapeau du Danemark  | D        | William Kaastrup (en prêt de Randers)        |
| 29  | Drapeau de la Suède  | M        | Alexander Thongla-Iad Warneryd               |
| 30  | Drapeau de la Suède  | A        | Liam Larsson                                 |
| 31  | Drapeau de la Suède  | D        | Isak Jönsson                                 |
| 32  | Drapeau de la Suède  | M        | Alex Lindelöv                                |
| 34  | Drapeau de la Suède  | G        | Elis Wahl                                    |
| 35  | Drapeau de la Suède  | G        | Johan Brattberg                              |
| 44  | Drapeau de la Suède  | M        | Max Larsson                                  |

## Palmarès
- Division 1 Norra :
  - Champion (2) : 1996, 2010

## Entraîneurs
- 1998-1999 :  Peter Nilsson